# 다카쓰정 (가나가와현)
다카쓰정(일본어: 高津町)은 1928년 4월 17일부터 1937년 4월 1일까지 존재했던 일본 가나가와현 다치바나군의 정이다. 

## 지리
현재의 가와사키시 다카쓰구 북부에 해당한다.

## 역사
- 가마쿠라 시대 - 사카도초의 지명을 볼 수 있다.
- 무로마치 시대 - 미조노구치초, 키타미카타초의 지명을 볼 수 있다.
- 전국시대 - 히사모토의 지명을 볼 수 있다.
- 1889년 4월 1일 - 정촌제 시행으로 다카쓰촌(高津村) 설치.
- 1912년 - 도쿄부 에바라군, 기타타마군과의 경계를 다마강으로 설정, 기타타마군 기누타촌과 에바라군 다마가와촌 일부를 편입. 다카쓰정의 일부 지역을 기누타촌과 다마가와촌에 이관.
- 1928년 4월 17일 - 다카쓰촌이 다카쓰정(高津町)으로 됨.
- 1937년 4월 1일 - 가와사키시에 편입, 다카쓰정 폐지.
- 1972년 4월 1일 - 가와사키시가 정령지정도시로 지정, 구 정역이 다카쓰구가 됨.

## 교통

### 철도
- 난부철도 (현 동일본 여객철도)
  - 본선 (현 난부선)
- 다마카와 전기철도
  - 미조노쿠치선 (현 도큐 덴엔토시선

### 도로
- 후추 가도(현 국도 제409호선)
- 아쓰기 오야마 가도(현 국도 제246호선)

## 참고 문헌
- 角川日本地名大辞典編纂委員会,『角川日本地名大辞典 神奈川県』1984, 角川書店